# Microdon pendleburyi
Microdon pendleburyi är en tvåvingeart som beskrevs av Charles Howard Curran 1931. Microdon pendleburyi ingår i släktet myrblomflugor, och familjen blomflugor. Inga underarter finns listade i Catalogue of Life.